# Кириллов, Владимир Васильевич
Владимир Васильевич Кириллов — советский хозяйственный, государственный и политический деятель.

## Биография
Родился в 1935 году. Член КПСС.
С 1956 года — на хозяйственной, общественной и политической работе. В 1956—1990 гг. — машинист вращающейся печи Себряковского цементного завода, первым в отрасли с помощью АСУП Цемент—1 перешел на управление одновременно четырьмя вращающимися печами, лучший машинист вращающихся печей цементной промышленности.
За использование новой техники, модернизации оборудования и внедрения в промышленности метода бригадного подряда был удостоен Государственной премии СССР за выдающиеся достижения в труде 1976 года.
Избирался депутатом Верховного Совета СССР 8-го созыва.